# Мірпуа (кухня)
Мірпуа (фр. mirepoix) — французька назва приправи, яка використовується для приготування їжі. Мірпуа складається з цибулі, моркви та селери. Мірпуа використовується в бульйонах, супах, рагу і соусах. Використовують сирим, смаженим або пасерованим на маслі. Мірпуа відомий як «свята трійця французької кулінарії».
Ці три інгредієнти зазвичай згадуються як ароматичні. Подібні такі комбінації, як у французькому кулінарному репертуарі, іноді включають цибулю-порей, пастернак, часник, помідори, шалот, гриби, солодкий перець, чилі та імбир . Для комбінації mirepoix au gras або Matignon, шинка або почеревина свинини використовуються в якості додаткових інгредієнтів. У каджунській кухні мірпуа або трійця — це поєднання цибулі, селери та солодкого перцю.
Ці інгредієнти можна вживати в різних комбінаціях, як це диктує кухня та сама страва.
Традиційно співвідношення для мірпуа дорівнює 2: 1: 1 цибулі, селери та моркви. Співвідношення кісток для мірпуа для бульойну становить 10: 1. При виготовленні білого бульойну або fond blanc замість моркви використовують пастернак, щоб зберегти блідий колір.
Мірпуа отримав свою назву, як і більшість інших елементів французької кухні, від патрона шеф-кухаря, який її створив, у даному випадку — людини з дому Левісів, сеньйорів Мірпуа з XI століття та відомого імені Лангедок. Конкретним членом дому Левісів, шеф-кухарю якого приписується згадка в Dictionnaire de l'Académie française, є Шарль-П'єр-Гастон Франсуа де Левіс, дюк де Левіс-Мірпуа (1699—1757), маршель де Франс і посол Людовіка XV.

## Інші вебсайти
- Рецепт Mirepoix [Архівовано 8 липня 2018 у Wayback Machine.]